# Hadji Murad
Hadji Murad (en ruso: Хаджи́-Мура́т, Jadzhí Murat; en avar: ХӀажи Мурад; en turco: Hacı Murat; c. 1818, Kanato Avar (hoy Daguestán) - 23 de abril (5 de mayo) de 1852, Imperio ruso (hoy raión de Qaj de Azerbaiyán)) fue un importante líder ávaro durante la resistencia de su pueblo, en el área de influencia del Imperio otomano, contra la incorporación del Imanato del Cáucaso al Imperio ruso en la Guerra del Cáucaso (1785-1864).

## Vida

### Alianza con Rusia
Hadji Murad fue un comandante ávaro que vivió en el Cáucaso. Se crio en Junzaj, capital del Kanato avar (hoy en Daguestán), juntamente con Omar, el hijo de la kanum Bajú Bike (en:Bakhu Bike I). Hadji Murad se vio involucrado en el asesinato de Hamzat Bek durante una plegaria del viernes en 1834, en venganza por el asesinato de la kanum y sus hijos. El hermano de Murad, Osmán, murió en combate con los muridas de Hamzat Bek.
Hadji Murad apoyó a los rusos durante un periodo para contrarrestar el muridismo, que él veía como una amenaza. Su rival, Ajmet Kan, buscó como minar la confianza de los rusos en Murad, hasta que logró su arresto que él mismo llevó a cabo. El general Mijaíl Vorontsov pidió que fuera trasladado a su cuartel general, trayecto en el cual Murad logró escapar, saltando al vacío en un estrecho paso entre montañas. Los rusos le dieron por muerto, pero la nieve amortiguó su caída y permaneció escondido durante el invierno. Por causa de la mala fe de los rusos, decidió unirse a los esfuerzos del imán Shamil, que le otorgó el rango de naib. Muchas tribus siguieron a Murad en su deserción del bando ruso.

### Gestas y servicio a las órdenes de Shamil
Sus hazañas y vestimenta roja le ganaron el sobrenombre de demonio rojo entre los rusos. Tras una incursión en el cuartel ruso de Temir-Kan-Shurá, se difundió el rumor de que había matado a todos los rusos que encontró en el hospital, cortándoles en shashlíks que dejó para que las inadvertidas tropas rusas se los comieran. Aunque era falso, este rumor ganó credibilidad entre los rusos, que le dieron una vil reputación a Murad.

### Cambio de bando a Rusia
En 1851, surgió una disputa entre Shamil y él, al proclamar el primero a su hijo, Jazi Mohammed, como sucesor. En un encuentro secreto, Shamil y sus naibs decidieron que Hadji Murad debía morir. Un naib desconocido lo advirtió, con lo que consiguió escapar a tiempo, pese a que su familia permaneció cautiva. Hadji Murad se rindió a los rusos, que lo perdonaron, aunque no confiaron en él.
En repetidas ocasiones pidió que se le dieran armas y hombres para atacar a Shamil y rescatar a su familia, pero no recibió una respuesta firme. Le fue permitido que se trasladara de Tiflis a la pequeña ciudad musulmana de Nujá en el actual Azerbaiyán acompañado por una escolta cosaca. Hadji planeó una huida, que llevó a cabo el 24 de abril de 1852 durante una de sus cabalgatas matutinas. Los guardias cosacos fueron emboscados y asesinados pero la guarnición de la ciudad, encabezada por el coronel Kargánov, consiguió seguirle el rastro. A los rusos se les unieron varios nativos, incluyendo al hijo de Ajmet Kan, y Hadji Murat murió en la lucha que siguió. El joven Ajmet Kan le cortó la cabeza y la envió a Tiflis, donde fue embalsamada y enviada al zar Nicolás I.
La novela corta de Tolstói Hadji Murat localiza su muerte cerca del minarete de Belarjic (probablemente en referencia a la ciudad de Biləcik en la carretera de Shakí a Qax), no obstante, un hito conmemora este lugar 76 km más al sur, en la ruta entre Shakí y Zaqatala.

### En la ficción
La novela corta de León Tolstoi, publicada póstumamente, Hadji Murat (1912) es un relato de ficción sobre la lucha de Murad contra el Imperio ruso en la Guerra del Cáucaso.
Agi Murad il diavolo bianco (1959) es una película italiana sobre la lucha de Murad contra el Imperio ruso.

## Para saber más
- Lesley Blanch. The Sabres of Paradise.
- Shapí Kazíev. Imán Shamil. Moscú: Molodaya gvárdiya, 2001, 2003, 2006, 2010

- Datos: Q240159
- Multimedia: Hadji Murad / Q240159